# Вавилония
Вавило́ния (аккад. Karduniaš; егип. Sangar) — древний регион и царство между Тигром и Евфратом, на юге Месопотамии (территория современного Ирака), возникшее в начале 2-го тысячелетия до н. э. и утратившее независимость в 539 году до н. э. Столицей царства был город Вавилон, по которому оно получило название. Семитский народ амореи, основатели Вавилонии, унаследовали культуру предыдущих царств древнего Двуречья — Шумера и Аккада. Государственным языком Вавилонии был письменный семитский аккадский язык, а вышедший из употребления неродственный ему шумерский язык долго сохранялся как культовый.

## История
Древний Вавилон возник на месте более древнего шумерского города Кадингир на пересечении нескольких важнейших торговых путей. «Кадингир» на шумерском значит «Врата Бога». Название было просто дословно переведено с шумерского, и на аккадском с тем же значением звучало как «Вавилон». Наиболее ранние археологические находки в Вавилоне датируются временем около 2400 года до н. э. Первое письменное упоминание о Вавилоне содержится в надписи аккадского царя Шаркалишарри (правил в 2200—2176 годах до н. э.), в надписи говорится о строительстве по приказу царя в Вавилоне двух храмов, посвящённых аккадским божествам Аннунит и (Иль-)Аба. В XXII веке до н. э. Вавилон был завоёван и разграблен Шульги, царём шумерского государства Ура, подчинившего себе всю Месопотамию.

### Старовавилонский период
Занявшие в конце 3-го тысячелетия до н. э. территорию Двуречья племена амореев в течение XX века до н. э. стали образовывать независимые царства. В 1895 году до н. э. аморейским вождём Суму-абумом было создано одно из таких царств с центром в Вавилоне. В ходе активных войн между государствами Месопотамии к 1800 году до н. э. Вавилон стал центром юга страны, подконтрольного царству Ларса. Смерть царя Шамши-Адада I-го, правившего огромной державой, включавшей в себя Верхнюю Месопотамию, позволила вавилонскому царю Хаммурапи начать присоединение разрозненных царств. За 1764—1756 годы до н. э. были завоёваны Элам, Мари, Ашшур, Эшнунна, Сузиана — образовалась единая общемесопотамская держава, самым знаменитым памятником которой стали Законы Хаммурапи.

### Средневавилонский период
При преемнике Хаммурапи Самсу-илуне (1749—1712 до н. э.) в 1742 году до н. э. на Месопотамию обрушились племена касситов, позже образовавшие кассито-аморейское государство Хана, которое к XVI веку до н. э. контролировало бо́льшую часть страны.
Официальным названием государства касситов было Кардуниаш. Его цари в XV—XIV веках до н. э. владели обширными территориями долины Нижнего Евфрата, Сирийской степи — вплоть до границ египетских владений в Южной Сирии. Правление Бурна-Буриаша II (ок. 1366—1340 до н. э.) было апогеем касситского могущества, однако после его правления наступает 150-летний период вавилоно-ассирийских войн. Окончательно касситская династия была разгромлена эламитами около 1150 года до н. э.

### Ассиро-вавилонский период
Эламитам не удалось присоединить Вавилонию к своей державе, поскольку их владычество натолкнулось на ожесточенное сопротивление местного населения. Однако возрожденное Вавилонское царство оказалось в тени усиливающейся Ассирии. В начале XI века до н. э. ассирийский царь Тиглатпаласар I захватил Вавилон, но удержать его ассирийцы не сумели, и нажим кочевников заставил сосредоточить внимание на западных границах. К 745 году до н. э. Тиглатпаласар III восстановил порядок в своем царстве, завершил повторное завоевание Вавилонии и в 728 году до н. э. был коронован в древнем городе Хаммурапи. Тем не менее, сильный своими сепаратистскими настроениями Вавилон не стал столицей Ассирии. Ассирийский царь Синаххериб после восстания в Вавилоне (689 до н. э.) сравнял этот город с землёй, однако уже его преемник Асархаддон занялся восстановлением города.

### Нововавилонский период
Наибольшего расцвета Вавилон достиг в период Нововавилонского царства (626—538 до н. э.). Оно обрело независимость от Ассирии после длительной борьбы наместника Набопаласара, провозгласившего себя самостоятельным правителем. Вначале лишь северная часть Вавилонии была им покорена. Только к 615 году до н. э. удалось завоевать большинство всех вавилонских земель, в том числе крупные города Урук и Ниппур. Набопаласар способствовал падению Ассирии и разделению ассирийской территории вместе с мидийским правителем Киаксаром.
При втором нововавилонском царе Навуходоносоре II (604—561 до н. э.) в Вавилоне появились новые богатые постройки и мощные оборонительные сооружения, велись успешные войны с Египтом (Финикия, большая часть Сирии и Палестины, включая Иудею, были захвачены).

После Навуходоносора II наступил период дворцовых переворотов. Последний правитель этой эпохи, Набонид, столкнулся с ростом могущества персидского царства Ахеменидов. В итоге, в 539 году до н. э. Вавилон был завоёван персидским царём Киром II. С этого времени Вавилон прекратил своё существование как государство.

## Культура и искусство
Культура Вавилонии сложилась на традициях шумерской и аккадской культур: в это время по Ближнему Востоку широко распространилась шумерская система письма — клинопись; многого достигли разные отрасли вавилонской науки — медицина, астрономия, математика, хотя все они ещё были тесно связаны с магией.

### Вавилоно-ассирийская литература
Вавилоно-ассирийская литература показывает различные стороны хозяйственной, общественной и повседневной жизни народов, населявших Древнюю Месопотамию в первые три тысячелетия до нашей эры. Отличительной чертой Вавилоно-ассирийской литературы является необычайный консерватизм всех литературных жанров. Задачей писца было не создание нового литературного произведения, а сохранение для будущих поколений литературного наследия древности или в лучшем случае применение древней литературы к потребностям и нуждам современности.

## Наука

### Математика
Вавилонские математические тексты носят преимущественно учебный характер. Из них видно, что вавилонская расчётная техника была намного совершеннее египетской, а круг решаемых задач существенно шире. Есть задачи на решение квадратных уравнений, геометрические прогрессии. При решении применялись пропорции, средние арифметические, проценты. Методы работы с прогрессиями были глубже, чем у египтян. В вавилонских текстах, как и в египетских, излагается только алгоритм решения (на конкретных примерах), без комментариев и доказательств. Однако анализ алгоритмов показывает, что развитая общая математическая теория у вавилонян несомненно была.
Шумеры и вавилоняне использовали 60-ричную позиционную систему счисления, увековеченную в нашем делении круга на 360°. Греческие и средневековые европейские математики (в том числе и Коперник), для обозначения дробных частей пользовались вавилонской 60-ричной системой. Благодаря этому, мы делим час на 60 минут и минуты на 60 секунд. При этом, вопреки распространённому мнению, часы, минуты и секунды не использовались в Древнем Вавилоне.
Основой вычислительной техники вавилонян был громоздкий комплект специальных арифметических таблиц. Для вычисления квадратных корней вавилоняне открыли быстро сходящийся итерационный процесс. В геометрии рассматривались те же фигуры, что и в Египте, плюс сегмент круга и усечённый конус. От вавилонской математики ведёт начало привычное нам измерение углов градусами, минутами и секундами. Венцом планиметрии была теорема Пифагора; Ван дер Варден считает, что вавилоняне открыли её между 2000 и 1786 годами до н. э.
Значительные достижения вавилонских математиков и астрономов стали фундаментом для науки последующих цивилизаций, и прежде всего — науки древней Греции. Всё же богатая теоретическая основа математики Вавилона не имела целостного характера и сводилась к набору разрозненных приёмов, лишённых общей системы и доказательной базы. Систематический доказательный подход в математике появился только у греков.

### Медицина
Древневавилонские врачи составляли особый социальный слой. Вавилонская медицина была тесно связана с религией. Многие способы лечения были связаны с магическими и религиозными ритуалами, некоторые болезни считались вызванными гневом богов. До середины 2-го тысячелетия до н. э. вавилонская медицина одинаково часто использовала и практические, и магические методы лечения, но затем стали чаще использоваться магические. Лечение всегда осуществлялось под покровительством кого-либо из вавилонского пантеона богов. Покровительницей врачевания была богиня Гула.
Если врач решал, что болезнь вызвана естественными причинами и надеялся на успех, он прописывал пациенту нужные лекарства. Если он считал, что не сможет одолеть болезнь, то просто не пытался лечить больного. Как правило, при лечении врачи-практики делали положительные прогнозы, а врачи-маги наоборот, делали отрицательные. Рецепты лекарств записывались на клинописные таблички. Главной целью врачей-практиков было уменьшение боли, целью врачей-магов — излечение больного.
В рецептах использовалось множество растений, минералов и продуктов животного происхождения. Для лечения использовались все части растений, в том числе семена и корни. Среди используемых продуктов животного происхождения использовались: мёд, раковины моллюсков, кровь, экскременты, топленое масло, кожи овец и козлов, рыбий жир и т. д. Врач-маг вместо любых лекарств связывал причину любой болезни с влиянием того или иного божества и пытался связаться с этим божеством и добиться прощения больного.

### Астрономия
Благодаря тому, что вавилоняне вели астрономические наблюдения веками, вавилонская астрономия достигла больших успехов в календарной системе и астрономических наблюдениях, вавилонские астрономы даже могли предсказывать затмения. Вавилонские астрономы были жрецами, а сама астрономия использовалась для астрологии и календарных наблюдений. Вавилонская астрономия оказала значительное влияние на развитие древнегреческой астрономии. Древнегреческие астрономы копировали у вавилонян записи и вычисления, а также позаимствовали некоторые астрономические приборы.
Шумеро-аккадские и вавилонские астрономы, бывшие также жрецами, наблюдали небо с помощью специальных башен-обсерваторий, которые, как правило, были размещены в зиккуратах. Эти башни были во всех шумеро-аккадских и вавилонских городах, о чём свидетельствуют находки их развалин.

В вавилонском календаре было 12 месяцев, а также ещё один вставной месяц, иногда использовавшийся для поддержания календаря в норме. Иногда было два года подряд с вставным месяцев, в крайних случаях в году могло быть два вставных месяца. Год начинался с весны, а первым месяцем был нисан. Вавилоняне ввели понятие недели. Для выяснения наступления первого дня месяца вавилонянам требовалось наблюдать за новолунием, а для церемониальных целей вавилонские жрецы также наблюдали за полнолунием.
Все известные звёзды вавилонские астрономы подразделяли на три «пути»: Энлиля, Ану и Эа. Первый включал в себя 33 звезды, второй 23 и третий 15. Итого им было известна 71 звезда.
Почти все вавилонские созвездия отожествлены. Большая часть из звезд и созвездий в списке имеют совпадающие или близкие к современным названия. Совпадения в названиях объясняются тем, что греки позаимствовали свои названия созвездий у вавилонян.
Благодаря многовековым наблюдениям, вавилонские астрономы разработали свой собственный календарь. Выкладки вавилонских астрономов крайне точны, их могут использовать и современные ученые. Основное внимание вавилонские астрономы уделяли движению звёзд и планет. Их знания в области движения небесных светил были очень развиты, точность, с которой они вычисляли движений небесных светил, была очень высока. Вавилонские астрономы могли предсказывать затмения и имели представление о предварении равноденствий.

### Талмудические академии
Вавилонские талмудические академии предназначались для изучения Устного Закона, главным образом Талмуда. Были центрами еврейского образования и развития еврейского закона в Месопотамии в период примерно с 220 по 1038 годы (или, по еврейскому календарю, с 3980 по 4798 годы иудейской эры).

За тремя столетиями, в течение которых в Негардейской и Сурской академиях, основанных Равом и Мар-Самуилом, создавался вавилонский Талмуд, следовали пять столетий, когда, тщательно охраняя его чистоту, его изучали и излагали в тех школах, которые своим влиянием добились его признания во всей диаспоре, и когда Сурская и Пумбадитская школы считались единственными руководящими центрами учения: стоявшие во главе их считались непреложными авторитетами, решения которых принимались повсюду, где существовала еврейская общественная жизнь.

## Экономика
В большом вавилонском государстве верховная власть, опираясь на значительный сосредоточенный в её руках земельный фонд, вторгается в хозяйственную жизнь страны, пытаясь направлять её развитие. Вавилон был рабовладельческим государством древневосточного типа. Население жило оседло. Развивались ремесла, каменные орудия постепенно сменялись на медные и бронзовые. Ведущую роль в хозяйстве играло земледелие, основанное на искусственном орошении.
В экономическую и социальную системы древней Вавилонии, регулируемую законами Хаммурапи и другими документами, входили три сословия — общинники (в законах представитель этого класса именуется «человек» — авилум аккад. awīlum), царские люди (мушкенум — аккад. muškēnum) и рабы (вардум — аккад. wardum). Свободный человек мог быть продан в рабство в случае, если он не мог выплатить долг. 
В VI веке до нашей эры, после завоевательных походов Навуходоносора II, в Нововавилонском царстве стали появляться первые банки. С того времени финансовыми операциями стали заниматься не только храмы, но и частные лица. Для вавилонской экономики этого периода характерно господство крупных торговых домов. Одним из известнейших был деловой дом сыновей Эгиби. 